# Sipalolasma warnantae
Sipalolasma warnantae är en spindelart som beskrevs av Benoit 1966. Sipalolasma warnantae ingår i släktet Sipalolasma och familjen Barychelidae.
Artens utbredningsområde är Kongo. Inga underarter finns listade i Catalogue of Life.